# Egy szép régi dal
Az Egy szép régi dal Szécsi Pál 1985-ben, a Hungaroton-Pepita kiadásában megjelent válogatásalbuma, amelyen az addig nagylemezen még nem publikált felvételei hallhatóak. Katalógusszáma: SLPM 17897 (hanglemez), MK 17897 (kazetta).

## Az album dalai

### A oldal
1. Kőbölcső [Tamássy - S.Nagy István]
2. Könnyezem [Forrai]
3. Két összeillő ember [Schöck - S.Nagy István]
4. Tárd ki ablakod [Malek - Szécsi]
5. Éjszakai hangulat [S. Endrigo - Vándor]
6. Kósza szél [Sergio Endrigo]  (L'Acra di Noè)

### B oldal
1. Kék csillag [Ihász - S.Nagy]
2. Maradj még [Szécsi - Mészáros]
3. Ott állt a dombtetőn [Schöck - S.Nagy István]
4. Nekem minden sikerül [Peret - Szécsi]
5. Egy szép régi dal [Deák - Szécsi]
6. Pillangó [Auth - S.Nagy]
7. Talán sok év után [S. Endrigo - Vándor]